# Língua keresan
O Keresano, também chamado Keres ou Queres, é uma língua indígena americana nativa, falada pelos povo Keres, índios pueblo do Novo México, nos Estados Unidos. Dependendo da análise, o Keresano é considerado uma pequena família de línguas ou uma língua isolada com vários dialetos. As variedades de cada um dos sete pueblos (aldeias) Keres são mutuamente inteligíveis com seus vizinhos mais próximos. Existem diferenças significativas entre os grupos Ocidental e Oriental, os quais às vezes são analisados como idiomas separados.

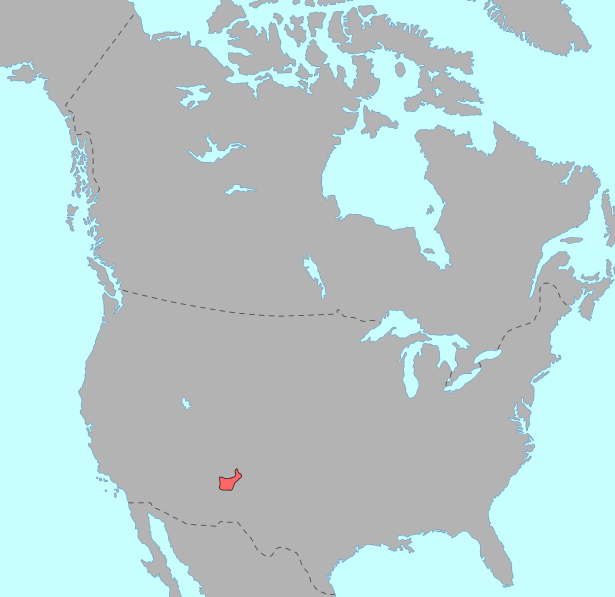
Distribuição pré-contato das línguas keresan

## Divisões
Dialetos
- Keres Oriental: total de 4.580 falantes (1990)
  - Cochiti Pueblo Kotyit : 384 falantes (1990 )
  - San Felipe Pueblo – Santo Domingo Pueblo:
    - Katishtya : 1.560 falantes (1990 )
    - Kewa : 1.880 falantes (1990 )

  - Zia Pueblo – Santa Ana Pueblo:
    - Ts'ia : 463 falantes (1990 )
    - Tamaiya : 229 falantes (1990 )
- Keres Ocidental: total de 3.391 falantes (1990 )
  - Acoma Pueblo Áakʼu : 1.696 falantes (1980 )
  - Laguna. New México Kawaika : 1.695 falantes (1990 )

## Relações de origem
O Keresano é considerado altualmente uma língua isolada. No passado, Edward Sapir agrupou a língua junto como parte das línguas - Sioux. Morris Swadesh sugeriu uma conexão com a língua wichita. Joseph Greenberg agrupou Keres com Sioux, Yuch, Caddoana e Iroquês num grupo chamado Keresiouan. Nenhuma das propostas foi validada por pesquisas lingüísticas subseqüentes.

## Fonologia
O Keresan tem entre 42 e 45 sons consonantais e cerca de 40 sons de vogais, somando um total de cerca de 95 fonemas, dependendo da análise e da variedade da linguagem. Com base na classificação no Atlas Mundial de Estruturas Linguísticas, o Keres é um idioma com um inventário de consoantes considerado "grande".
O grande número de consoantes se relaciona com a distinção a três entre consoantes surdas, aspiradas e ejetivas (por exemplo / t th t'/)  e maior do que a média do número  de fricativas (ex.. /s sʼ ʂ ʂʼ ʃ ʃʼ h/) e africadas, o último também mostrando a distinção de três vias encontrada em oclusivas.
O grande número de vogais deriva de uma distinção feita entre vogais longas e curtas (por exemplo, / e eː /), bem como da presença de tons e das vogais surdas. Assim, uma única qualidade de vogal pode ocorrer com sete realizações distintas: / é é e̥ éː èː êː ìː /, todas as quais são usadas para distinguir palavras na língua.

### Consoantes
O quadro abaixo contém as consoantes da Proto-língua Keresan pesquisadas por Wick R.Miller] & Davis (1963) com base numa comparação de Acoma, Santa Ana e Santo Domingo, bem como outras características dos dialetos combinados de "A Linguagem de Santa Ana Pueblo" (1964), "Kansas Working Papers in Linguistics" (1987), e "The Phonemes of Keresan". '(1946), e a' 'Grammar of Laguna Keres' '(2005).
|             |             | Labial | Alveolar     | Palatal      | Retroflexa | Pós-alveolar | Velar | Glotal |
| ----------- | ----------- | ------ | ------------ | ------------ | ---------- | ------------ | ----- | ------ |
| Plosiva     | surda       | p      | t            | c            |            |              | k     | ʔ      |
| Plosiva     | aspirada    | pʰ     | tʰ           | cʰ           |            |              | kʰ    |        |
| Plosiva     | palatizada  |        | tʲ, tʲʰ, tʼʲ | tʲ, tʲʰ, tʼʲ |            |              |       |        |
| Plosiva     | ejetiva     | pʼ     | tʼ           | cʼ           |            |              | kʼ    |        |
| Fricativa   | surda       |        | s            |              | ʂ          | ʃ            |       | h      |
| Fricativa   | ejetiva     |        | sʼ           |              | ʂʼ         | ʃʼ           |       |        |
| Africada    | surda       |        | ts           |              | tʂ         | tʃ           |       |        |
| Africada    | aspirada    |        | tsʰ          |              | tʂʰ        | tʃʰ          |       |        |
| Africada    | ejetiva     |        | tsʼ          |              | tʂʼ        | tʃʼ          |       |        |
| Aproximante | voiced      | w      | ɽ            | j            |            |              |       |        |
| Aproximante | glotalizada | wˀ     | ɽˀ           | jˀ           |            |              |       |        |
| Nasal       | sonora      | m      | n            | ɲ            |            |              |       |        |
| Nasal       | glotalizada | mˀ     | nˀ           | ɲˀ           |            |              |       |        |

### Vogais
Vogais Keresan têm uma distinção fonêmica da duração de vogal: todas as vogais podem ser longas ou curtas. Além disso, as vogais curtas também podem ser surdas. A tabela de vogais abaixo contém os fonemas vocálicos e alofones da informação das línguas keresan combinadas de  A Linguagem de Santa Ana Pueblo  (1964), The Phonemes of Keresan (1946), and Kansas Working Papers in Linguistics (1987).
|                   | Longa        | Longa     | Curta        | Curta     | Curta |
|                   | ’‘Fonêmica’’ | Fonética  | ’‘Fonêmica’’ | Fonética  | Surda |
| ----------------- | ------------ | --------- | ------------ | --------- | ----- |
| Fechada           | / iː /       | [ i ]     | / i /        | [ i ɪ ]   | [ ɪ̥ ] |
| Medial Frontal    | / eː /       | [ eː ]    | / e /        | [e ɛ æ ]  | [ e̥ ] |
| Medial-Central    | / ɨː /       | [ əː ɨː ] | / ɨ /        | [ ə ɨ ɤ ] | [ ɨ̥ ] |
| Aberta            | / ɑː /       | [ aː ɑː ] | / ɑ /        | [ a ɑ ]   | [ ḁ ] |
| Fechada posterior | / oː /       | [ oː ]    | / o /        | [ o ]     | [ o̥ ] |
| Fechada posterior | / uː /       | [ uː ]    | / u /        | [ u ʊ o ] | [ ʊ̥ ] |

Notas:
- O Keres Ocidental não possui os fonemas / oː / ou / o /, embora ambas as vogais possam ocorrer foneticamente. Palavras do Keres oriental contendo / o / mostram / au / no Keres oriental</ref>[7]
  - Kotyit Keres: [ ʂóːkʰɑ̥tʃʰɑ̥ ] - Eu vejo você
  - Kʼawaika Keres: [ ʂɑ̌ukʰɑ̥tʃʰɑ̥ ] - Eu vejo você

## Ortografia
As crenças tradicionais Keresan postulam que Keres é uma linguagem sagrada que deve existir apenas em sua forma falada.. A conotação religiosa da língua e os anos de perseguição da religião dos pueblos pelos colonizadores europeus também podem explicar por que não existe uma convenção ortográfica unificada para a Keresan. No entanto, um sistema de ortografia prática foi desenvolvido para Laguna (Kʼawaika) e mais recentemente para Acoma (Áakʼu) Keres, both of which are remarkably consistent.
No sistema de ortografia de Keres, cada símbolo representa um único fonema. As letras ⟨c q z f⟩ e às vezes também ⟨v⟩ não são usadas.  | Dígrafos representam consoantes palatais (escritas usando uma sequência de Consoante e ⟨y⟩) e consoantes retroflexas, que são representadas usando uma seqüência de Consoantes e a letra ⟨r⟩. Esses grafemas usados para escrever Keres ocidental são mostrados entre ... abaixo.

### Consoantes
|             |             | Labial | Alveolar | Palatal | Retroflexa | Pos-alveolar | Velar | Glotal |
| ----------- | ----------- | ------ | -------- | ------- | ---------- | ------------ | ----- | ------ |
| Plosiva     | surda       | ⟨b⟩    | ⟨d⟩      | ⟨dy⟩    |            |              | ⟨g⟩   | ⟨ʼ⟩    |
| Plosiva     | aspirada    | ⟨p⟩    | ⟨t⟩      | ⟨ty⟩    |            |              | ⟨k⟩   |        |
| Plosiva     | ejetiva     | ⟨pʼ⟩   | ⟨tʼ⟩     | ⟨tyʼ⟩   |            |              | ⟨kʼ⟩  |        |
| Fricativa   | surda       |        | ⟨s⟩      |         | ⟨sr⟩       | ⟨sh⟩         |       | ⟨h⟩    |
| Fricativa   | ejetiva     |        | ⟨sʼ⟩     |         | ⟨srʼ⟩      | ⟨shʼ⟩        |       |        |
| Africada    | surda       |        | ⟨dz⟩     |         | ⟨dr⟩       | ⟨j⟩          |       |        |
| Africada    | aspirada    |        | ⟨ts⟩     |         | ⟨tr⟩       | ⟨ch⟩         |       |        |
| Africada    | ejetiva     |        | ⟨tsʼ⟩    |         | ⟨trʼ⟩      | ⟨chʼ⟩        |       |        |
| Aproximante | sonora      | ⟨w⟩    | ⟨r⟩      | ⟨y⟩     |            |              |       |        |
| Aproximante | glotalizada | ⟨wʼ⟩   | ⟨rʼ⟩     | ⟨yʼ⟩    |            |              |       |        |
| Nasal       | sonora      | ⟨m⟩    | ⟨n⟩      | ⟨ny⟩    |            |              |       |        |
| Nasal       | glotalizada | ⟨mʼ⟩   | ⟨nʼ⟩     | ⟨nyʼ⟩   |            |              |       |        |

#### Sinais em Acoma Pueblo
Em Acoma Pueblo às vezes se usam sinais diacríticos especiais para consoantes ejetivas que diferem dos símbolos acima, como é mostrado na tabela a seguir.

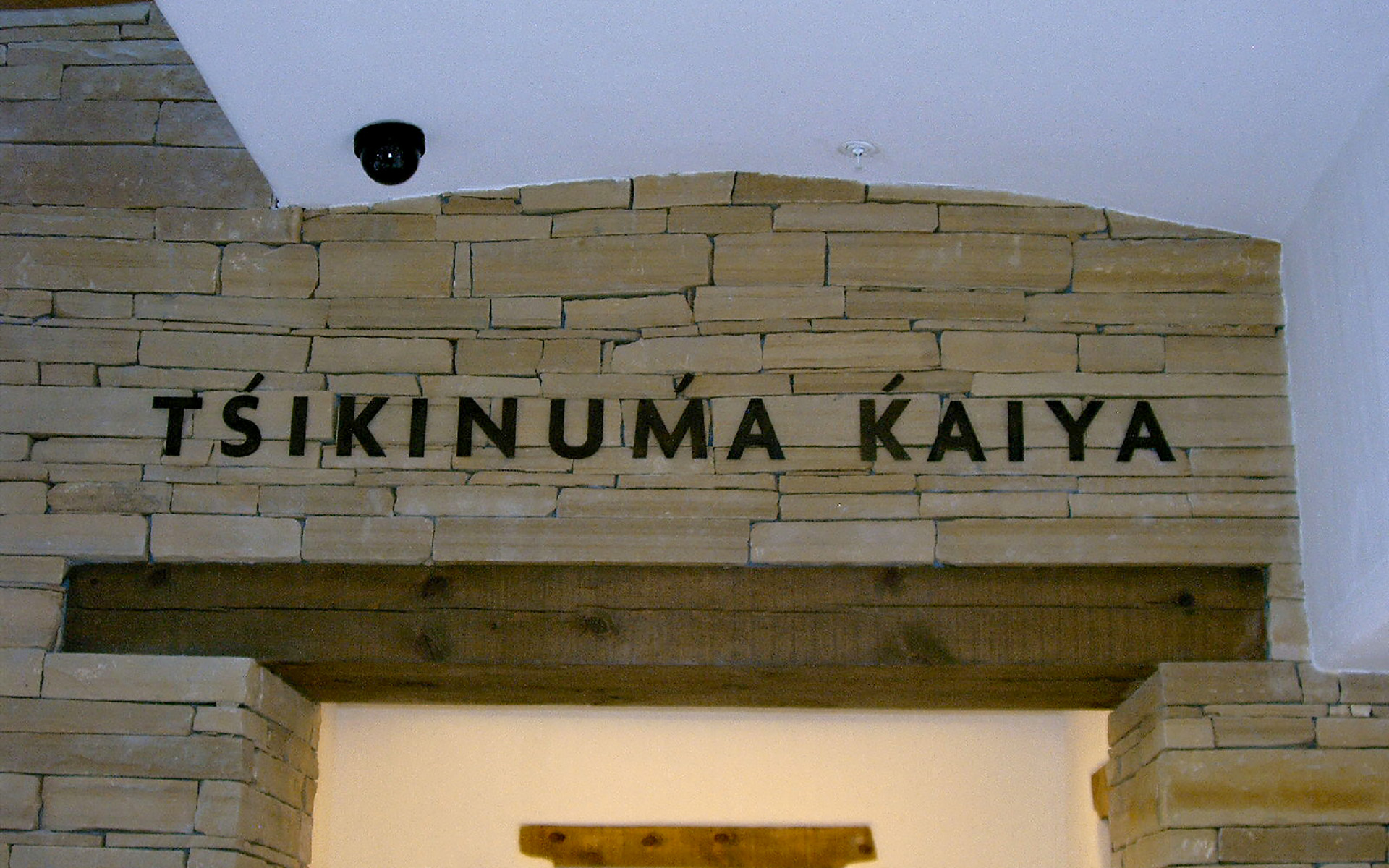
Sinais Acoma Pueblo

| Geral | ⟨pʼ⟩ | ⟨tʼ⟩ | ⟨kʼ⟩ | ⟨sʼ⟩ | ⟨tsʼ⟩ | ⟨mʼ⟩ | ⟨wʼ⟩ | ⟨yʼ⟩ | ⟨nʼ shʼ srʼ tyʼ⟩ |
| ----- | ---- | ---- | ---- | ---- | ----- | ---- | ---- | ---- | ---------------- |
| Acoma | ⟨ṕ⟩  | ⟨t́⟩  | ⟨ḱ⟩  | ⟨ś⟩  | ⟨tś⟩  | ⟨ḿ⟩  | ⟨ẃ⟩  | ⟨ý⟩  | ?                |

### Vogais
Os sons de vogais são representados diretamente nas grafias existentes para Keresan. Cada som de vogal é escrito usando uma letra única ou dígrafo (para vogais longas e ditongos). No entanto, existem duas representações concorrentes para a vogal / ɨ /. Algumas versões simplesmente usam o IPA ⟨ɨ⟩ enquanto outras usam a letra ⟨v⟩ (o som / v / como em  vitela  não ocorre em Keresan). As vogais surdas também foram representadas de duas maneiras; sublinhado ou com um ponto abaixo.
| Longas | Longas       | Curtas | Curtas     | Surdas | Surdas     |
| Fonema | Grafema      | Fonema | Grafema    | Fonema | Grafema    |
| ------ | ------------ | ------ | ---------- | ------ | ---------- |
| / iː / | ⟨ii⟩         | / i /  | ⟨i⟩        | / ɪ̥ /  | ⟨i̱⟩ or ⟨ị⟩ |
| / eː / | ⟨ee⟩         | / e /  | ⟨e⟩        | / e̥ /  | ⟨e̱⟩ or ⟨ẹ⟩ |
| / ɨː / | ⟨ɨɨ⟩ or ⟨vv⟩ | / ɨ /  | ⟨ɨ⟩ or ⟨v⟩ | / ɨ̥ /  | ⟨ɨ̱⟩ or ⟨ṿ⟩ |
| / ɑː / | ⟨aa⟩         | / ɑ /  | ⟨a⟩        | / ḁ /  | ⟨a̱⟩ or ⟨ạ⟩ |
| / oː / | ⟨oo⟩         | / o /  | ⟨o⟩        | / o̥ /  | ⟨o̱⟩ or ⟨ọ⟩ |
| / uː / | ⟨uu⟩         | / u /  | ⟨u⟩        | / ʊ̥ /  | ⟨u̱⟩ or ⟨ụ⟩ |

#### Vogais surdas
Todas as vogais curtas de Keresan podem ser surdas em certas posições. O status fonêmico dessas vogais é controverso. Maring (1967) considera-os fonemas de Áák'u Keres, outros discordam. Existem motivos fonéticos para a dessonorização da vogal com base no ambiente em que ocorrem, por exemplo, no fim da palavra, mas há exceções. As vogais na posição final são quase sempre surdas. Vogais mediais entre consoantes sonoras, depois de nasais e ejetivas são quase sempre dublados.
- Word-final devoicing: [ pɑ̌ːkʊ̥ ] because
- Word-medial devoicing: [ ʔìpʰi̥ʃɑ́ ] white paint

### Tons
Acoma Keres tem quatro tons de funções léxicas: alto, baixo, descendo e subindo. Tons descendentes e crecentes ocorrem apenas em vogais longas. Vogais surdas não têm tons:
| Tons        | exemplos          | tradução          |
| ----------- | ----------------- | ----------------- |
| Alto        | [tɨ́j] , [áwáʔáwá] | aqui, tio materno |
| Baixo       | [mùːtètsá]        | jovem rapaz       |
| Crescente   | [pɑ̌ːkʊ̥]           | por causa de      |
| Decrescente | [ʔêː] , [hêːk'a]  | e, parte total    |

### Sílaba
A maioria das sílabas Keresan tem uma forma CV (V). A estrutura máxima da sílaba é CCVVC e a sílaba mínima é CV. Em palavras Keresan nativas, apenas uma oclusiva glotal / ʔ / ⟨’⟩ pode fechar uma sílaba, mas algumas palavras emprestadas do espanhol têm sílabas que terminam em uma consoante, principalmente uma nasal (ex. / mn /) mas palavras com essas seqüências são raras no idioma.
| Syllable type | exemplos               | tradução                                                   |
| ------------- | ---------------------- | ---------------------------------------------------------- |
| CV            | [sʼà], [ʔɪ]shv́v        | Eu tenho isso, esqueça                                     |
| CVV           | [mùː]dedza , a[táù]shi | jovem rapaz , panela                                       |
| CCV           | [ʃkʰí]srátsʼa          | Eu não sou gordo                                           |
| CCVV          | [ʃtùː]sra              | gaio azul                                                  |
| CVC           | í[miʔ], [kùm]banêeru   | expressão de medo, colega de trabalho (espanhol compañero) |

Devido à extensa dessinorização vocálica, várias palavras Keresan podem ser percebidas como terminando em consoantes ou mesmo contendo grupos.
- Grupo consonantal interno: yʼâakạ srûunị 'estômago' /jˀɑ̂ːkḁʂûːni/ >   [jɑ̂ːkḁʂûːni] ~ [jɑ̂ːkʂûːni]
- Final de palavra: úwàakạ 'bebê'; /úwɑ̀ːkḁ/ > [úwɑ̀ːkʰḁ] ~ [úwɑ̀ːkʰ]'

#### Diacríticos para tons
Tons podem ou não ser representados na ortografia de Keresan. Quando representados, quatro diacríticos podem ser usados acima da vogal. Ao contrário do sistema usado para a língua navajo, os diacríticos para tom não são repetidos em vogais longas.
|             | Alto       | Baixo                   | Crescente                | Decrescente              |
| ----------- | ---------- | ----------------------- | ------------------------ | ------------------------ |
| Vogal longa | ⟨áa⟩, ⟨úu⟩ | ⟨àa⟩, ⟨ùu⟩ ou sem marca | ⟨ǎa⟩, ⟨ǔu⟩ ou ⟨aá⟩, ⟨uú⟩ | ⟨âa⟩, ⟨ûu⟩ ou ⟨aà⟩, ⟨uù⟩ |
| Vogal curta | ⟨á⟩, ⟨ú⟩   | ⟨à⟩, ⟨ù⟩ ou sem marca   | -                        | -                        |

#### Alfabeto Keres
Como o Keresan não seja normalmente escrito, existe apenas um dicionário da linguagem em que as palavras são listadas em qualquer ordem. Neste dicionário  de Keres Ocidental, os dígrafos contam como letras únicas, embora as consoantes ejetivas não sejam listadas separadamente; ocorrendo após suas contrapartes não-ejetivas. Tanto a oclusiva glotal ⟩ʼ⟩ quanto as vogais longas (por exemplo, ⟨aa ee ii⟩ etc.) não são tratadas como letras separadas.
| A  | B | CH | CHʼ | D  | DR | DY  | DZ | E   | G | H  | I   | J  | K   | Kʼ | M   | Mʼ | N | Nʼ | NY | NYʼ | P |
| Pʼ | R | Rʼ | S   | Sʼ | SH | SHʼ | SR | SRʼ | T | TR | TRʼ | TS | TSʼ | TY | TYʼ | U  | W | Wʼ | Y  | Yʼ  |   |
| -- | - | -- | --- | -- | -- | --- | -- | --- | - | -- | --- | -- | --- | -- | --- | -- | - | -- | -- | --- | - |

## Léxico
Novas palavras são produzidas através de um número de raízes que são combinadas com as preexistentes. A composição é uma estratégia comum para a construção de palavras, embora a derivação também ocorra.

### Numerais
O sistema numérico Keresan é de base 10. Os números 11-19, assim como aqueles entre os múltiplo de dez, são formados pela adição da palavra  k'átsi  (/ kʼátsʰɪ / 'dez')  f  seguidos pela palavra  dzidra ( / tsɪtʂa / 'mais'). Os numerais 20 e acima são formados pela adição de um advérbio multiplicativo ( -wa  ou  -ya ) ao número base e à palavra  kʼátsi .
| Keres Ocidental | Keres Ocidental | Keres Ocidental | Keres Ocidental          | Keres Ocidental | Keres Ocidental             |
| --------------- | --------------- | --------------- | ------------------------ | --------------- | --------------------------- |
| 1               | ísrkʼé          | 11              | kʼátsi-írskʼá-dzidra     | 21              | dyúya-kʼátsi-íisrkʼé-dzidra |
| 2               | dyúuwʼée        | 12              | kʼátsi-dyú-dzidra        | 22              | dyúya-kʼátsi-dyú-dzidra     |
| 3               | chameʼée        | 13              | kʼátsi-chami-dzidra      | 30              | chamiya-kʼátsi              |
| 4               | dyáana          | 14              | kʼátsi-dyáana-dzidra     | 40              | dyáanawa-kʼátsi             |
| 5               | táam'a          | 15              | kʼátsi-táamʼa-dzidra     | 50              | táamʼawa-kʼátsi             |
| 6               | shʼísa          | 16              | kʼátsi-shchʼísa-dzidra   | 60              | shchʼísawa-kʼátsi           |
| 7               | mʼáiʼdyàana     | 17              | kʼátsi-mʼáidyana-dzidra  | 70              | mʼáidyanawa-kʼátsi          |
| 8               | kukʼúmishu      | 18              | kʼátsi-kukʼúmishu-dzidra | 80              | kukʼúmishuwa-kʼátsi         |
| 9               | máyúkʼu         | 19              | kʼátsi-máiyúkʼa-dzidra   | 90              | máiyúkʼuwa-kʼátsi           |
| 10              | kʼátsi          | 20              | dyúwa-kʼátsi             | 100             | kʼádzawa-kʼátsi             |

### Originários do espanhol
Os colonizadores europeus que chegaram ao sudoeste dos Estados Unidos trouxeram com eles cultura material e conceitos que eram desconhecidos dos povos que viviam na área. As palavras para as novas ideias introduzidas pelos espanhóis eram frequentemente emprestadas ao Keres diretamente do espanhol moderno e um grande número delas persiste no Keresan de hoje.
| Domínio semântico | Keres Ocidental atual                                              | Espanhol moderno                                           | Português                                                                          |
| ----------------- | ------------------------------------------------------------------ | ---------------------------------------------------------- | ---------------------------------------------------------------------------------- |
| Coisas de casa    | kamárîita, kuchâaru, kujûuna, méesa, mendâan, kuwêeta              | camarita, cuchara, colchón, mesa, ventana, cubeta (Mexico) | cama, colher, colchão, mesa, janela (vidro), balde                                 |
| Estrutura social  | gumbanêerụ, rái, murâatụ, merigâanạ, kumanirá, ninêeru             | compañero, rey, mulato, americano(a), comunidad, dinero    | colega de trabalho, rei, pessoa negra, pessoa branca, casa da comunidade, dinheiro |
| Comida            | géesu, arûusị, kawé, kurántụ, mantạgîiyụ, mandêegạ                 | queso, arroz, café, cilantro, mantequilla, manteca         | queijo, arroz, café, coentro, manteiga, banha / manteiga                           |
| Animais           | kawâayu, kanêeru, kujíinu, kurá, dûura, wáakạshị                   | caballo, carnero, cochino, corral, toro, vaca              | cavalo, ovelha, porco, curral, touro, vaca                                         |
| Religião          | míisa, Háasus Kuríistị, nachạwêena, guréesima                      | misa, Jesús Cristo, Noche Buena, Cuaresma                  | missa, jesus cristo, natal, quaresma                                               |
| Dias da semana    | tamîikụ, rûunishị, mâatịsị, mérikụsị, sruwêewesị, yêenịsị, sâawaru | domingo, lunes, martes, miércoles, jueves, viernes, sábado | domingo segunda terça quarta quinta sexta sábado                                   |

## Mídia
Keres foi uma das sete línguas usadas no comercial da Coca-Cola chamado "It's Beautiful" transmitido durante o Super Bowl XLVIII (2014).